# Oekraïners in Letland
Met Oekraïners in Letland of Letse Oekraïners (Oekraïens: Українці Латвії) worden Letse burgers van Oekraïense (etnische) achtergrond aangeduid. Volgens de meest recente volkstelling, gehouden in 2021, telde Letland 50.205 etnische Oekraïners. De Oekraïners vormden hiermee 2,4% van de Letse bevolking, wat ze de vierde bevolkingsgroep in het land maakt (alleen de etnische Letten, de Russen en Wit-Russen zijn omvangrijker).
| Jaar                             | 1897  | 1920  | 1925  | 1930 | 1935  | 1959   | 1970   | 1979   | 1989             | 2000   | 2011   | 2022   |
| -------------------------------- | ----- | ----- | ----- | ---- | ----- | ------ | ------ | ------ | ---------------- | ------ | ------ | ------ |
| Oekraïners (aantal)              | 987   | 1040  | 512   | 1629 | 1844  | 29 440 | 53 461 | 66 703 | 92 101 (maximum) | 63 644 | 45 798 | 51 495 |
| % van Letland (totale bevolking) | nihil | 0,03% | nihil | -    | 0,09% | 1,4%   | 2,3%   | 2,7%   | 3,5%             | 2,7%   | 2,2%   | 2,7%   |

Volgens bevolkingsstatistieken van 2022 telde Letland op 1 januari 2022, kort voor de Russische invasie van Oekraïne in 2022, ongeveer 51.500 Oekraïners. In maart 2022 arriveerden de eerste Oekraïnese vluchtelingen uit Oekraïne in Letland als gevolg van de Russische invasie van Oekraïne in 2022. Halverwege juni 2022 bedroeg het aantal Oekraïnese vluchtelingen in Letland ongeveer 34.259 personen.